# Tipula (Savtshenkia) draconis
Tipula (Savtshenkia) draconis is een tweevleugelige uit de familie langpootmuggen (Tipulidae). De soort komt voor in het Afrotropisch gebied.